# Sokehs
Sokehs est une municipalité de Pohnpei, dans le district du même nom, un des États fédérés de Micronésie. Elle compte 6 640 habitants en 2010. Elle est la municipalité de la capitale de la Micronésie, Palikir.
Elle est située au nord-ouest de l'île de Pohnpei. Son nom est hérité de celui d'une péninsule et d'une baie.
La municipalité de Sokehs a signé le 15 août, en présence du gouverneur de l'État de Pohnpei Marcello Peterson, un accord de jumelage avec la ville de Zhongshan, dans la province du Guangdong en Chine. Des échanges sont espérés au niveau du tourisme, de la culture et de l'économie.